# Póvoa de Santo Adrião
Póvoa de Santo Adrião és una antiga freguesia portuguesa del municipi d'Odivelas, al districte de Lisboa, amb 0,78 km² d'àrea i 13.061 habitants (en el cens del 2011).
Va ser extinta en la reorganització administrativa del 2012/2013, i el seu territori s'integrà en la Unió de Freguesies de Póvoa de Santo Adrião e Olival Basto.

## Geografia
Póvoa de Santo Adrião fou una freguesia que limitava amb les d'Odivelas i Olival Basto (al municipi d'Odivelas), i amb les de Frielas i Santo António dos Cavaleiros (al municipi de Loures).
Aquesta freguesia inclou alguns llogarets com Casal do Privilégio i Bairro do Barruncho, entre d'altres.
La freguesia d'Olival Basto, que a més del nucli urbà inclou la Vil·la de Várzea i la Vil·la de Serra, se separà de Póvoa de Santo Adrião el 1989. Amb el nou mapa administratiu aprovat el 2013, i tot i la contundent oposició a aquesta reforma, les dues freguesies foren de nou unides.

## Població
| Població de la freguesia de Póvoa de Santo Adrião | Població de la freguesia de Póvoa de Santo Adrião | Població de la freguesia de Póvoa de Santo Adrião | Població de la freguesia de Póvoa de Santo Adrião | Població de la freguesia de Póvoa de Santo Adrião | Població de la freguesia de Póvoa de Santo Adrião | Població de la freguesia de Póvoa de Santo Adrião | Població de la freguesia de Póvoa de Santo Adrião | Població de la freguesia de Póvoa de Santo Adrião | Població de la freguesia de Póvoa de Santo Adrião | Població de la freguesia de Póvoa de Santo Adrião | Població de la freguesia de Póvoa de Santo Adrião | Població de la freguesia de Póvoa de Santo Adrião | Població de la freguesia de Póvoa de Santo Adrião | Població de la freguesia de Póvoa de Santo Adrião |
| ------------------------------------------------- | ------------------------------------------------- | ------------------------------------------------- | ------------------------------------------------- | ------------------------------------------------- | ------------------------------------------------- | ------------------------------------------------- | ------------------------------------------------- | ------------------------------------------------- | ------------------------------------------------- | ------------------------------------------------- | ------------------------------------------------- | ------------------------------------------------- | ------------------------------------------------- | ------------------------------------------------- |
| 1864                                              | 1878                                              | 1890                                              | 1900                                              | 1911                                              | 1920                                              | 1930                                              | 1940                                              | 1950                                              | 1960                                              | 1970                                              | 1981                                              | 1991                                              | 2001                                              | 2011                                              |
| 340                                               | 312                                               | 380                                               | 427                                               | 605                                               | 748                                               | 766                                               | 1 006                                             | 1 518                                             | 4 966                                             | 9 367                                             | 19 386                                            | 14 463                                            | 14 704                                            | 13 061                                            |

## Història
En aquesta freguesia visqué el pintor Pedro Alexandrino en una quinta anomenada "Quinta del Pintor". Aquest pintor realitzà algunes teles d'esglésies de Lisboa després del terratrèmol del 1755, i també per a l'església parroquial de Póvoa de Santo Adrião, terra on vivia.
Aquesta freguesia fou creada a mitjan segle xvii, amb el nom de Póvoa de Loures, i és la més antiga del municipi d'Odivelas. Fou molt afectada per les riuades de 1967. L'elevaren a vila el 23 d'agost de 1986.
La freguesia d'Olival Basto, que a més del nucli urbà inclou la Quinta da Várzea i la Quinta da Serra, fou separada de Póvoa de Santo Adrião el 1989. Amb el nou mapa administratiu aprovat el 2013, i tot i l'enfrontament a aquesta reforma a nivell nacional, les dues freguesies es tornaren a ajuntar.

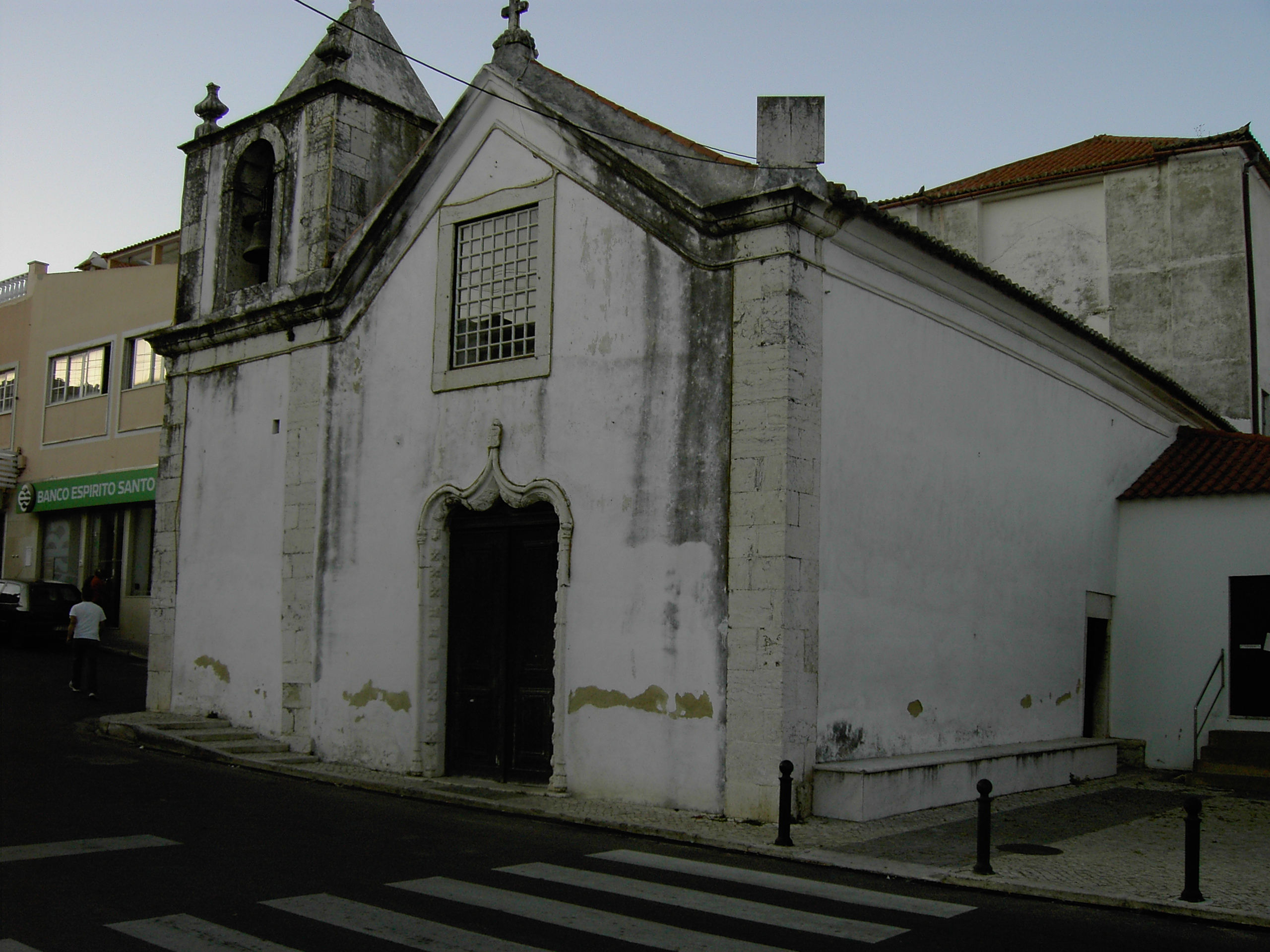
Església parroquial de Póvoa de Santo Adrião